# Peștera Optimisticeskaia

Peștera Optimisticeskaia este o peșteră de gips situat în apropiere de satul Korolivka, raionul Borșciv, regiunea Ternopil din Ucraina. Aproximativ 230 de km de pasaje au fost cartografiați în interiorul acesteia. Ca urmare, este cea mai lungă peșteră din Eurasia și cea de-a cincea cea mai lungă peșteră din lume, după Peștera Mamutului, Sistema Sac Actun, Peștera Jewel și Sistema Ox Bel Ha. Este, de asemenea, cea mai lungă peșteră de gips din lume.

## Istorie
Peștera a fost descoperită de către speologii din clubul de speologie din Liov "Țiklop" în 1966. Era cu totul necunoscută până atunci. Au existat mai mult de 50 de expediții de atunci, însă explorarea a încetinit semnificativ în ultimii ani, iar în prezent se efectuează foarte puține măsurători. Pestera este situat foarte aproape de Grota Preotului, cunoscută și ca Peștera Ozerna, a 11-a cea mai lungă peșteră din lume, cu o lungime de 81 km, dar cele două peșteri nu au fost încă descoperite ca fiind conectate.
În 2008, pestera a fost recunoscută ca o Minune Naturală a Ucrainei.

## Geologie

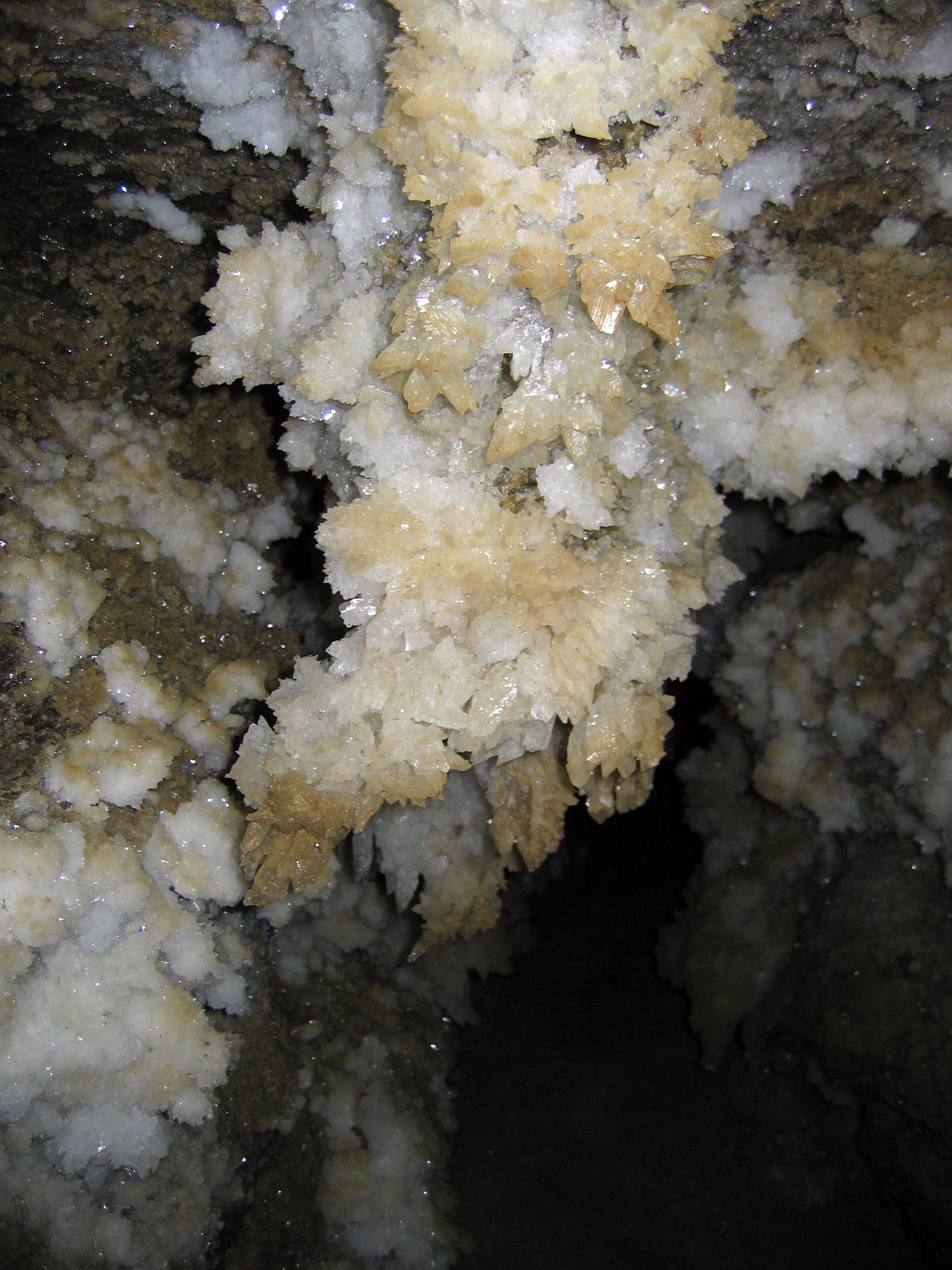
Speleoteme în interiorul peșterii Optimisticeskaia.

Întreaga peșteră se află la 2 km sub un strat de gips neogen care este mai mic de 30 de metri grosime.   Galeriile tind să fie destul de mici, nu mai mult de 3 metri lărgime și 1,5 metri înălțime pentru majoritatea, deși la intersecții, acestea pot fi de până la 10 metri înălțime.  Ele sunt adesea năpădite de noroi. Acestea cuprind o rețea densă pe mai multe nivele, făcând Optimisticeskaia cunoscută sub numele de "peștera cu labirint". 
Podeaua de ghips a peșterii Optimisticeskaia este acoperită cu un strat de calcar, care a străpuns prin eroziune în peșteră și s-a format în speleoteme de calcit .  În alte locuri, gipsul a format cristale, adesea colorate cu o multitudine de culori de săruri minerale . În unele zone s-au format rozete de ghips mari, colorate negre cu oxid de mangan . 